# Theridion longicrure
Theridion longicrure là một loài nhện trong họ Theridiidae.
Loài này thuộc chi Theridion. Theridion longicrure được Brian John Marples miêu tả năm 1956.